# Beati Cantores
Chór „Beati Cantores”, co znaczy „Szczęśliwi śpiewaniem”, powstał we wrześniu 1985 r. z inicjatywy księdza prałata Ryszarda Dobrołowicza przy parafii NMP Królowej Polski na osiedlu Kopernik w Głogowie.

## Członkowie chóru
Pierwszym dyrygentem był Paweł Smorawiński. W trzecim miesiącu działalności pałeczkę przejęła Barbara Walendzik, która kieruje zespołem do dziś. Od 1990 r. w pracy z zespołem pomaga Kazimierz Walendzik.
W początkowym okresie chór liczył 80 osób, a obecnie w chórze śpiewa 37 osób. Jego członkami są mieszkańcy Głogowa i okolic, reprezentujący różne grupy zawodowe i społeczne. Od 1990 r. chór jest członkiem dolnośląskiego oddziału Polskiego Związku Chórów i Orkiestr.
Ważną rolę w działalności chóru spełnia zarząd, którego zadaniem jest nawiązywanie kontaktów, pozyskiwanie sponsorów i ogólna koordynacja wszelkich poczynań zespołu. Na czele zarządu stoi prezes. Na początku funkcję tę sprawował Czesław Sokołowski, a następnie Tadeusz Zabłocki i Tadeusz Perczyński. Obecnie prezesem chóru jest Tadeusz Kolańczyk, a członkami zarządu Urszula Stupak, Elżbieta Wasielewska, Mirosław Wawrzyniak i Lech Mąkosa. Biblioteką chóralną zajmuje się Czesław Dominik. Od lipca 2000 r. chór działa jako Stowarzyszenie „Chór Beati Cantores”.

## Dyrygent
Barbara Walendzik – dyrygent i kierownik artystyczny chóru. Jest absolwentką Państwowej Wyższej Szkoły Muzycznej we Wrocławiu. Wcześniej uczęszczała do Liceum Muzycznego we Wrocławiu. W klasie maturalnej zaczęła śpiewać w chórze kameralnym „Cantores Minores Wratislavienses” pod dyrekcją wybitnego chórmistrza Edmunda Kajdasza. W latach 1971–2003 pracowała w Państwowej Szkole Muzycznej I i II stopnia im. Franciszka Liszta w Głogowie. Jej podopieczni zrzeszeni w chórach, zespołach oraz orkiestrze w PSM uczestniczyli w licznych koncertach, przeglądach, konkursach, zyskując uznanie i zdobywając najwyższe lokaty.
Za swoją działalność i oddanie w pracy z chórem została wyróżniona następującymi odznaczeniami:
- Zasłużony Działacz Kultury (1985)
- Odznaczenie Diecezji Zielonogórsko-Gorzowskiej – Krzyż Zasługi dla Kościoła i Ojczyzny (2000)
- Medal Honorowy Miasta Głogowa (2000)
- Srebrna (2000) i Złota (2005) Odznaka Polskiego Związku Chórów i Orkiestr
- Honorowe Obywatelstwo Miasta Głogowa (2003)
- Brązowy Medal „Zasłużony Kulturze Gloria Artis” (2010)
- Złotą Odznaką Honorową z Laurem PZCHiO (2010)

## Repertuar i występy
"Beati Cantores” zgodnie z najstarszą tradycją wykonuje utwory muzyki sakralnej różnych epok, kompozytorów klasycznych i współczesnych, a także muzykę rozrywkową, ludową i patriotyczną. Zespół uczestniczy w wielu uroczystościach religijnych i świeckich, ważnych w życiu parafii, miasta i kraju. Występuje średnio 25 razy do roku, co w przeciągu 20 lat działalności dało ok. 500 występów.
Chór wykonuje głównie utwory a cappella. Od kilku lat w repertuarze zespołu znajdują się dzieła wokalno-instrumentalne. Występował m.in. z takimi zespołami jak: Zakładową Orkiestrą Dętą „Huty Miedzi Głogów”, zespołem instrumentalnym PSM w Głogowie, Głogowskim Kwartetem Smyczkowym „Ad libitum” oraz z Legnicką Orkiestrą Symfoniczną.
Chór w swojej historii uświetniał obchody:
- Dnia Niepodległości
- Święta 3 Maja
- uroczystości wręczenia nagrody im. Andreasa Gryphiusa
- inauguracje roku akademickiego w Wyższej Szkole Technicznej, Akademii Ekonomicznej im. Oskara Langego, Uniwersytecie III Wieku w Głogowie oraz w Państwowej Wyższej Szkole Zawodowej w Głogowie.

Chór koncertował wielokrotnie w głogowskich kościołach oraz w kaplicy przy głogowskiej kolegiacie, z których dwa były transmitowane przez Radio Głogów.

## Wydarzenia
Ważnymi wydarzeniami medialnymi, w których brał udział chór „Beati Cantores”, były: dwukrotna oprawa muzyczna mszy św. odprawionej w kościele pw. św. Krzyża w Warszawie transmitowanej przez I program Polskiego Radia, oprawa muzyczna liturgii odprawionej w sanktuarium św. Jadwigi w Legnickim Polu transmitowanej przez Telewizję Polonia oraz udział w nagraniach do filmu o Głogowie w 1996 r.
Chór rokrocznie bierze udział w uroczystościach odpustowych w Sanktuarium Matki Bożej Grodowieckiej w Grodowcu oraz od 1996 r. w Zamkowych Spotkaniach Chóralnych, których od 1998 do 2005 r. był organizatorem.
Zespół odbył wiele podróży zagranicznych. Ośmiokrotnie koncertował w Niemczech: w Langenhagen, Eisenhüttenstadt oraz w Riesie, które są miastami partnerskimi Głogowa, w Hanowerze oraz w Kronach w Bawarii, a także w Austrii, Czechach i we Włoszech, gdzie koncertował w Rzymie (w bazylice św. Piotra podczas audiencji generalnej), Wenecji, Loreto i Asyżu.
W 2004 r. chór odbył trasę koncertową po Litwie, dając koncerty w Wilnie, Kownie i Ejszyszkach.
Wydarzeniami, które zapadły głęboko w pamięć członkom chóru, były śpiewy liturgiczne podczas pobytu Jana Pawła II w Gorzowie Wielkopolskim w 1997 r., udział w International Kulturfestival w Langenhagen w 1995 i 2000 r., występ w Pawilonie Polskim na Światowej Wystawie Expo 2000 w Hanowerze, udział w Europejskich Dniach Muzyki z okazji 1000-lecia miasta Kronach w 2003 r.
Od października 2009 r. do listopada 2010 r. Stowarzyszenie świętowało obchody 25-lecia istnienia chóru.

## Nagrody i wyróżnienia
Chór „Beati Cantores” bierze udział w wielu festiwalach i konkursach, zdobywając nagrody i wyróżnienia.
- Diecezjalny Konkurs Kolęd w 1989 r. – I miejsce
- Ogólnopolski Festiwal Muzyki Religijnej w Rumi w 1990 i 1992 r. – odpowiednio III miejsce i wyróżnienie
- V Festiwal Pieśni Religijnej „Cantate Deo” w Rzeszowie w 2001 r. – III miejsce,
- XXX Międzynarodowy Festiwal Olomouc – Czechy w 2002 r. – brązowy medal
- XIII Festiwal Polskiej Pieśni Chóralnej w Katowicach w 2004 r. – II miejsce
- I Ogólnopolski Konkurs Chórów „Ars Liturgica” w Toruniu w 2004 roku – III miejsce w kategorii chórów kościelnych,
- II Dolnośląski Festiwal Chórów „Silesia Cantat” w Głogowie w 2007 roku – II miejsce,
- I Festiwal Pieśni Patriotycznej Vivat Polonia w Głogowie w 2008 roku – I miejsce,
- III Ogólnopolski Konkurs Chórów „Ars Liturgica” w Gnieźnie w 2008 roku – III miejsce w kategorii chórów kościelnych,
- II Międzynarodowy Szczeciński Festiwal Muzyki Pasyjnej, Szczecin 2015 r. – Srebrne Pasmo
- IX Ogólnopolskim Przeglądzie Chórów Amatorskich – I Edycji Pieśni Maryjnych "MATER MISERICORDIAE", Oleszna 2016 r. – II miejsce.

Z okazji jubileuszu XX-lecia w 2005 r., członkowie chóru, którzy śpiewają od momentu powstania chóru zostali odznaczeni Srebrną Odznaką PZCHiO, a dyrygent Barbara Walendzik Złotą Odznaką PZCHiO. W listopadzie 2010 r., z okazji 25-lecia działalności, chórzyści zostali odznaczeni Brązowymi, Srebrnymi i Złotymi odznakami honorowymi PZCHiO, natomiast Chór dostał Nagrodę Specjalną Ministra Kultury i Dziedzictwa Narodowego.
Chór Beati Cantores został także odznaczony Srebrną Odznaką PZCHiO, z okazji 25-lecia działalności.
We wrześniu 2010 r. z okazji obchodów 25-lecia zespołu, chór Beati Cantores został uhonorowany odznaczeniem „Zasłużony dla Diecezji Zielonogórsko-Gorzowskiej”, które zostało przyznane przez ks. biskupa Stefana Regmunta.

## Wydawnictwa, nagrania
Chór „Beati Cantores” nagrał dwie płyty: pierwszą z kolędami w 2004 r. oraz drugą, wydaną z okazji jubileuszu XX-lecia w 2005 roku.

### PłytaXX lat chóru Beati Cantores 1985-2005
Nagranie płyty odbyło się w kościele pw. NMP Królowej Polski w Głogowie. Dyrygent: Barbara Walendzik; akompaniament – organy: Kazimierz Walendzik.
Spis utworów:
- Alleluja Chwalcie Pana – Wacław z Szamotuł
- Czego chcesz od nas Panie – Józef Świder
- Parce Domine – Feliks Nowowiejski
- Zdrowaś Królewno Wyborna – Andrzej Koszewski
- O Ziemio Polska – Juliusz Łuciuk, słowa Jan Paweł II
- Laudate Dominum – Charles Gounod
- Matona Mia Cara – Orlando di Lasso
- Viva Tutte – Felice Giardini
- Leć Głosie – opr. Jan Gall
- Krakowiak – opr. Stanisław Kazuro
- Oj, nasi jadą – opr. Stefan Rożdżyński
- Dziś do Ciebie przyjść nie mogę – opr. Józef Świder
- Die launige Forelle – opr. Franz Schöggl
- Zanatillo – melodia nikaraguańska
- Guantanamera – Hector Angulo, Peter Seeger
- Hush! Somebody's callin' my name – autor nieznany

Stowarzyszenie Chór Beati Cantores wydało dotychczas cztery publikacje – foldery z okazji X., XV. i XXV. lecia chóru (1995 r., 2000 r. i 2010 r.), a także książkę "Historia Chóru Beati Cantores. Szczęśliwi śpiewaniem" (2017).